# 安托尼夫卡 (特盧馬奇區)
48°56′52″N 25°2′59″E / 48.94778°N 25.04972°E
安托尼夫卡（烏克蘭語：Антонівка），是烏克蘭西部的村莊，隸屬伊萬諾-弗蘭科夫斯克州的伊萬諾-弗蘭科夫斯克區。該村面積5.52平方公里，2001年人口307，人口密度每平方公里55.6人。